# Pico Independencia
El pico Independencia o Qullai Istiqlol (en tamil: Қуллаи Истиқлол), con una altitud de 6974 m s. n. m., es la cuarta elevación de la cordillera del Pamir, situado en la zona central de la Provincia Autónoma de Alto Badajshán en Tayikistán, sobre la fuente del río Yazgulem. 

## Características generales
El monte está compuesto por tres cumbres cubiertas de hielo y de nieve y su cara noroccidental es la fuente del glaciar Fedchenko. El nombre original del pico fue Dreispitz, en honor al equipo germanorruso que lo escaló por primera vez en 1928, no llegando sin embargo a la cima por las malas condiciones climáticas y los peligros relativos al ascenso. Su cima no fue coronada hatsta 1954 por un equipo ruso dirigido por A. Ugarov. 
Tras la Segunda Guerra Mundial fue rebautizado como pico Revolución. En 2006 adoptó su denominación actual.